# Cinetomorpha simplex
Espèce
Synonymes
- Gamasomorpha simplex (Simon, 1892)
- Gamasomorpha wasmanniae Mello-Leitão, 1939
- Lucetia distincta Dumitrescu & Georgescu, 198

Cinetomorpha simplex est une espèce d'araignées aranéomorphes de la famille des Oonopidae.

## Distribution
Cette espèce se rencontre en Amérique. Elle a été observée aux États-Unis en Floride, au Mexique, au Costa Rica, au Panama, à Cuba, en Jamaïque, aux îles Vierges des États-Unis, à Sainte-Lucie, à Saint-Vincent-et-les-Grenadines, au Venezuela, en Colombie, en Équateur, au Pérou, au Brésil et en Argentine.

## Description
La femelle holotype mesure 3 mm.
Le mâle décrit par Ott, Ubick, Bonaldo, Brescovit et Harvey en 2019 mesure 1,67 mm et la femelle 1,78 mm.

## Publication originale
- Simon, 1892 : On the spiders of the island of St. Vincent. Part 1. Proceedings of the Zoological Society of London, vol. 1891, p. 549-575 (texte intégral).